# أنتوني واين
أنتوني واين (بالإنجليزية: Anthony Wayne) (1745-1796)، هو جندي أمريكي، كان أحد أبطال حرب الاستقلال وعرف بعملياته العسكرية الجريئة التي أكسبته لقب أنتوني المجنون.

## بدايات حياته
ولد واين في بلدة إيست تاون، مقاطعة تشيستر، بنسلفانيا، في 1 يناير 1745، لعائلة تعود أصولها إلى يوركشاير. كان ميالا للحياة العسكرية منذ صباه. تعلم في فيلادلفيا وعمل كماسح أراضي في بينسلفانيا ونوفا سكوتشيا في العشرين من عمره، حيث كان وكيلا لمستعمرة يزمع إنشاؤها. تزوج في عام 1766 وأمضى السنوات التالية في المزرعة التي ورثها عن أبيه في مقاطعة تشيستر، كما شغل بعض المناصب البسيطة، وفي عام 1774 دخل في العديد من اللجان الوطنية المختلفة.

## حرب الاستقلال
عند بداية الحرب قام بجمع وتنظيم المتطوعين داخل كتيبة بينسلفانيا الرابعة من القوات القارية، وبدأ القتال الفعلي عندما تحرك بجيشه إلى كندا عندما تراجع بينيديكت أرنولد بعد حملة كيبيك. كما أظهر نفسه في معركة تروا ريفيير، ما قاد فيليب سكايلر لوضعه في قيادة حصن تيكوندروغا لعدة أشهر. وفي هذه الفترة، تمت ترقيته برتبة عميد في 21 فبراير 1777. في أبريل أمره واشنطن لاستلام قيادة "خط بينسلفانيا" في موريستاون، وأظهر براعة في القتال عندما شارك في معارك برانديواين وجيرمانتاون، كما أظهر برودة أعصاب وشجاعة في مونماوث، وقدم الكثير لينقذ الجيش بعد تراجع الجنرال تشارلز لي. لاحقا في عام 1778، ولدواعي سياسية، حل محله الجنرال سانت كلير في قيادة ميليشيا بنسلفانيا، إلا أنه قام بتنظيم قوة مشاة جديدة بتوصية من واشنطن، ونفذ بها إحدى أجرأ العمليات في حرب الاستقلال، حيث استرد نقطة ستوني بوينت في هجوم ليلي تم في ليلة 15-16 يوليو 1779. أثارت هذه العملية الحماسة في كافة أنحاء البلاد وأكسبت واين لقبه الذي اشتهر به وهو "أنتوني المجنون”. بعد حل قوات المشاة الخفيفة، تم وضع واين مجددا في قيادة خط بنسلفانيا، وذلك ليعوض تأثير خيانة بنيديكت آرنولد ويقمع تمرد قوات بنسلفانيا. أرسل إلى الجنوب في عام 1781 لينضم إلى الجنرال نثنائيل غرين، لكنه غير مساره في فرجينيا لمساعدة لافاييت ضد اللورد كورنواليس. وبعد أن حقق الانتصار في يوركتاون، اتجه وين إلى جورجيا وانتصر في حملته، فكافأته الولاية بمزرعة أرز كبيرة (والتي فشلت ماليا) ورقاه الكونغرس لرتبة لواء.

## حرب الهنود

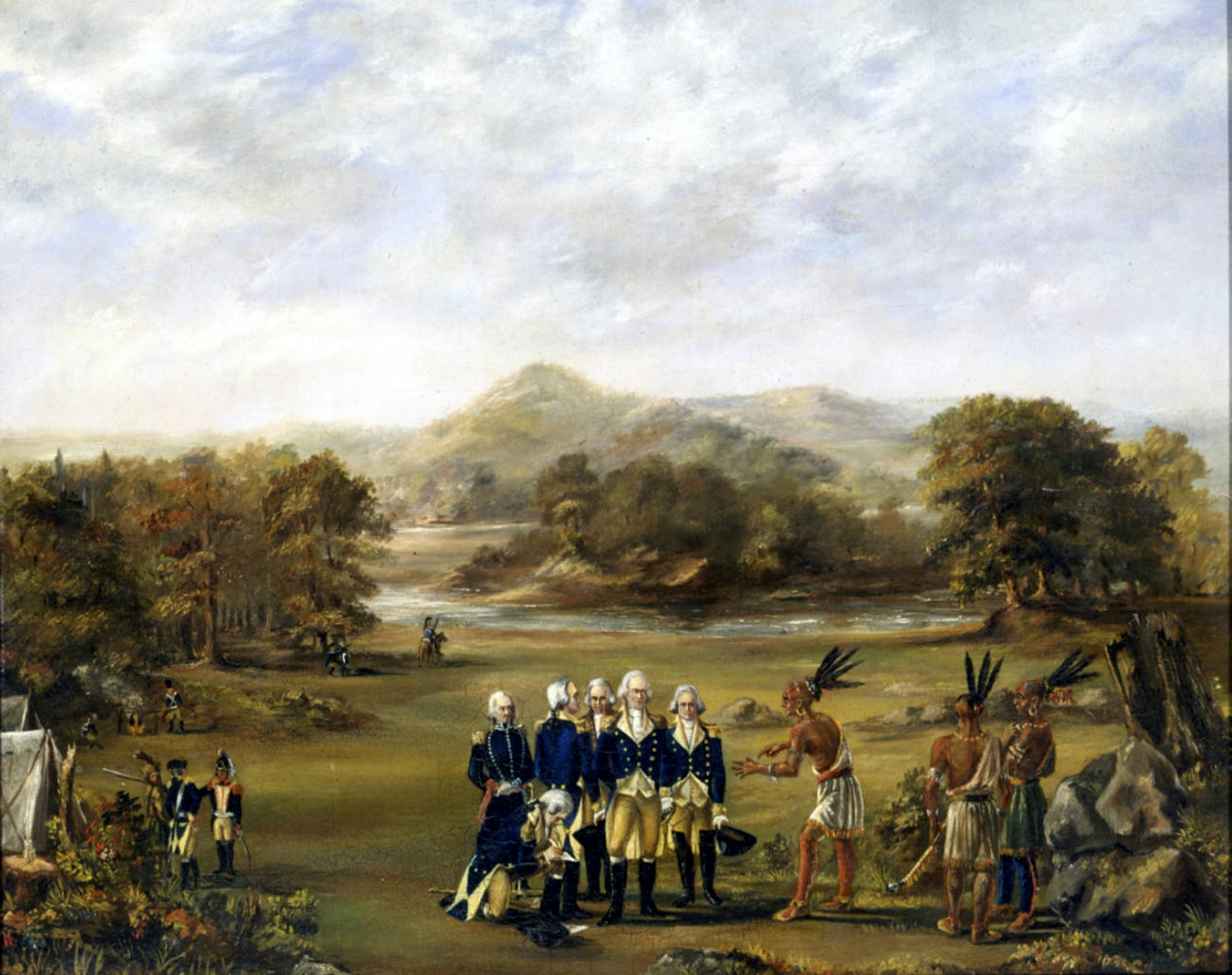
لوحة لمعاهدة جرينفيل الهندية

عرض عليه واشنطن قيادة الجيش النظامي في 1792 برتبة لواء لمحاربة الهنود في شمال غرب أوهايو، والذين استقووا بانتصاراتهم على الجنرال جوزايا هارمار عام 1790 والجنرال آرثر سانت كلير عام 1791، وليرغم البريطانيين بشكل غير مباشر للتخلي عن مواقعهم على الجانب الأمريكي من البحيرات الكبرى. أمضى وين شتاء العام 1792-1793 في تجنيد وتدريب قواته قرب بيتسبيرغ. واصلت الحكومة جهودها لإقناع الهنود للسماح بإنشاء مستوطنات البيض ما بعد أوهايو، لكن مفاوضات السفارة التي أرسلت في عام 1793 لم تثمر عن شيء. في هذه الأثناء نقل وين قواته إلى حصن واشنطن (سينسيناتي)، وعندما علم بفشل المفاوضات، تقدم بالجزء الأعظم من قواته إلى جرينفيل، وهو موقع يتفرع من نهر ميامي العظيم، حوالي 80 ميل (130 كم) شمال سينسيناتي. وخلال الشتاء أسس موقعا أماميا في موقع هزيمة سانت كلير. هاجم الهنود هذا الموقع، الذي سمي فورت ربكوفري، في يونيو 1794، لكنهم ردوا بعد هزيمة ثقيلة. في أواخر يوليو تم تعزيز فيلق وين، الذي يبلغ عدده حوالي ألفين من النظاميين، بنحو 1600 جندي من ميليشيا كنتاكي بقيادة الجنرال تشارلز سكوت، وتقدمت القوات المشتركة إلى ملتقى نهري أوغليز ومومي، حيث بني حصن ديفاينس. ومن هنا انطلق وين في حملة أخيرة ضد الهنود، وبعد أن تم رده، تقدم للأمام واشتبك معهم في 20 أغسطس في معركة فولن وودز قرب شلالات مومي، قرب جدران حصن ميامي البريطاني. ساهمت هذه المعركة الحاسمة، بالإضافة إلى معاهدة جرينفيل مع الهنود في 3 أغسطس 1795، بفتح المنطقة الشمالية الغربية أمام الاستيطان.
احتفظ وين بمركزه كقائد للجيش بعد إعادة تنظيمه، وقدم خدماته في قمع حملات كنتاكي ضد الأراضي الإسبانية، كما تزعم الحملة التي أرسلت لأخذ المواقع على البحيرات والتي سلمها البريطانيون. وخلال تلك الحملة، مات وين في إري، بينسلفانيا، في 15 ديسمبر 1796 ودفن هناك. وفي عام 1809 أزيل رفاته ونقل إلى باحة كنيسة سانت ديفيد في رادنور، بنسلفانيا.

## روابط خارجية
- أنتوني واين على موقع الموسوعة البريطانية (الإنجليزية)
- أنتوني واين على موقع إن إن دي بي (الإنجليزية)